# Time Stamp Protocol
Time stamp protocol (протокол штампа времени) или TSP — это криптографический протокол,
позволяющий создавать доказательство факта существования электронного документа на определённый момент времени.
«Штамп времени» (англ. time-stamp) — это документ, подписанный электронной подписью (ЭП). Этим документом «центр штампов времени» удостоверяет, что в определённый момент времени ему был предоставлен результат вычисления хеш-функции от содержимого документа, факт существования которого необходимо подтвердить. Результат вычисления хеш-функции и момент времени указываются в «штампе».
«Центр штампов времени» (англ. time stamping authority, TSA) — доверенный субъект PKI, обладающий точным и надёжным источником времени и оказывающий услуги по созданию «штампов времени».
Результат вычисления хеш-функции от содержимого документа, на который получен «штамп времени», служит для связывания «штампа» с документом. «Центр штампов времени» не узнает содержимое документа, так как в «штамп времени» включается только результат вычисления хеш-функции от содержимого документа (сохраняется конфиденциальность документа).